# 珊瑚手躄魚
珊瑚手躄魚是輻鰭魚綱鮟鱇目躄魚亞目躄魚科的其中一種，為熱帶海水魚，分布於印度太平洋區，從聖誕島、帛琉、斐濟至夏威夷、社會群島海域，棲息深度2-21公尺，背鰭硬棘3枚、背鰭軟條12枚、臀鰭軟條7枚，體長可達7.8公分，棲息在潮池、外海礁波，生活習性不明，有毒。

## 扩展阅读
維基物種上的相關：珊瑚手躄魚